# Kasserota bellicosa
Kasserota bellicosa är en insektsart som beskrevs av Melichar 1913. Kasserota bellicosa ingår i släktet Kasserota och familjen Lophopidae. Inga underarter finns listade i Catalogue of Life.